# Karoline de Souza
Karoline de Souza (n. 24 aprilie 1990, în Paranaguá) este o handbalistă din Brazilia care evoluează pe postul de intermediar stânga pentru clubul românesc CSM Iași 2020 și echipa națională a Braziliei.

## Biografie
Karoline de Souza și-a început cariera în orașul natal la PAH Paranaguá și Joinville, apoi a evoluat pentru AD Estrela de Guarulhos și CSU Caxias do Sul. În 2011, s-a transferat în Europa, la Siófok KC. După un sezon în Ungaria, a semnat cu Hypo Niederösterreich, alături de care a câștigat ediția 2013 a Cupei Cupelor. A făcut parte din naționala de handbal feminin a Braziliei care a cucerit titlul mondial la Campionatul Mondial ediția 2013 din Serbia. În 2013, s-a transferat la echipa daneză Team Tvis Holstebro, iar din 2014 a evoluat pentru Nykøbing Falster Håndboldklub. A revenit în Ungaria în 2016 și a semnat cu Váci NKSE, iar după trei sezoane s-a transferat la Mosonmagyaróvári KC SE. În 2020, s-a transferat la CS Minaur Baia Mare. Din 2022, ea a evoluat pentru HC Dunărea Brăila iar din 2024 joacă pentru CSM Iași 2020.

## Palmares
- Campionatul Mondial:
  -  Câștigătoare: 2013

- Campionatul Pan-American:
  -  Câștigătoare: 2011, 2015

- Campionatul Central și Sud-American:
  -  Câștigătoare: 2018

- Liga Campionilor:
  - Grupe: 2013
  - Calificări: 2014

- Cupa Cupelor:
  -  Câștigătoare: 2013
  - Optimi: 2014

- Liga Europeană:
  -  Medalie de bronz (Turneul Final Four): 2021
  - Locul 4 (Turneul Final Four): 2022, 2024

- Cupa EHF:
  - Turul 3: 2018
  - Turul 2: 2019

- Campionatul Austriei:
  -  Câștigătoare: 2013

- Cupa ÖHB:
  -  Câștigătoare: 2013

- Campionatul Ungariei:
  -  Medalie de bronz: 2012

- Cupa Ungariei:
  - Semifinalistă: 2012

- Liga Națională: 
  -  Medalie de argint: 2021

- Cupa României:
  -  Finalistă: 2024
  -  Medalie de bronz: 2023

- Supercupa României:
  -  Medalie de bronz: 2023